# Pterotaea plagia
Pterotaea plagia är en fjärilsart som beskrevs av Frederick H. Rindge 1970. Pterotaea plagia ingår i släktet Pterotaea och familjen mätare. Inga underarter finns listade.